# Hauppauge
Hauppauge és una concentració de població designada pel cens dels Estats Units a l'estat de Nova York. Segons el cens del 2000 tenia 20.100 habitants.

## Demografia
Segons el cens del 2000, Hauppauge tenia 20.100 habitants, 7.006 habitatges, i 5.597 famílies. La densitat de població era de 717,9 habitants/km².
Dels 7.006 habitatges en un 34,2% hi vivien nens de menys de 18 anys, en un 68,6% hi vivien parelles casades, en un 8,4% dones solteres, i en un 20,1% no eren unitats familiars. En el 16,4% dels habitatges hi vivien persones soles el 4,5% de les quals corresponia a persones de 65 anys o més que vivien soles. El nombre mitjà de persones vivint en cada habitatge era de 2,85 i el nombre mitjà de persones que vivien en cada família era de 3,21.
Per edats la població es repartia de la següent manera: un 24% tenia menys de 18 anys, un 6,2% entre 18 i 24, un 31,2% entre 25 i 44, un 27,7% de 45 a 60 i un 11% 65 anys o més.
L'edat mediana era de 38 anys. Per cada 100 dones de 18 o més anys hi havia 95,5 homes.
La renda mediana per habitatge era de 98.178 $ i la renda mediana per família de 94.819 $. Els homes tenien una renda mediana de 58.103 $ mentre que les dones 38.750 $. La renda per capita de la població era de 30.915 $. Entorn del 2% de les famílies i el 3,1% de la població estaven per davall del llindar de pobresa.